# Плагис, Яннис
Яннис Агорастос «Джон» Плагис (греч. Γιάννης Αγοραστός Πλαγής, англ. John Plagis; 10 марта 1919, Хартли, Родезия — 1974) — британский лётчик греческого происхождения, принимавший участие во Второй мировой войне, ас.
Будучи греческим гражданином, воевал в рядах британской королевской авиации (RAF). Награждён орденом «За выдающиеся заслуги» и крестом «За выдающиеся лётные заслуги» за свои 19 признанных личных побед. Закончил войну в звании майора авиации. После 1945 года принял родезийское гражданство и продолжал летать в RAF на реактивных самолётах Gloster Meteor. Ушёл из авиации в 1948 году. В тогдашней Родезии его именем был назван проспект, на котором находился его дом.

## Биография
Плагис родился 10 марта 1919 года в Хартли, Родезия (ныне — Чегуту), в семье греков — выходцев с греческого острова Лемнос. Плагис сохранял греческое гражданство и был крещён православным.
В 1939 году пытался вступить в военную авиацию Родезии, однако ему было отказано, как иностранному гражданину. Ситуация изменилась 28 октября 1940 года, когда фашистская Италия напала на Грецию: Великобритания и Греция стали союзниками. Плагис был принят в авиацию в 1941 году и до начала 1942 года проходил курс лётного обучения в Южной Родезии, после чего был отправлен в Англию. Там он совершает первые вылеты над оккупированной Европой на Spitfire Mk.V под номерами SH-B, BL734.
В этом же году по его просьбе Плагис переведён в эскадрилью 249, которая базировалась на Мальте. Остров подвергался непрерывным бомбардировкам со стороны итальянской авиации и Luftwaffe, и RAF к этому времени уже потеряла в неравных боях 300 самолётов. Плагис перелетел с первыми 16 Spitfire Mk Vb с палубы авианосца Eagle, находившегося в водах у Алжира, на Мальту, на самолете под номером GN-K, ΑΒ346. Сразу после прибытия и посадки он был поднят по тревоге.
Плагис пишет, что в течение двух недель все перегнанные самолёты вышли из строя, и «если 4 наших самолёта противостояли 20—30 самолётам противника, мы считали это соотношение благоприятным для нас». В таких условиях те из пилотов, кому удалось выжить, получили возможность отличиться. Повезло и Яннису Плагису.
1 апреля 1942 года Плагис вёл четвёрку Spitfire Mk Vb на перехват итало-германской эскадрильи, насчитывающей 180 бомбардировщиков и 80 истребителей. В этом бою Плагис лично сбил 4 самолёта (с большой вероятностью ещё один, 5-й) и нанёс серьёзные повреждения одному бомбардировщику Junkers Ju 88. За этот бой Плагис получил боевой крест и повышение в звании. Мальтийская пресса написала о нём.
6 июня того же года при перехвате 40 бомбардировщиков Плагис одержал 2 новые победы и за ним признаны ещё 4 вероятные победы. Он получает свою следующую награду, которую сопровождал следующий текст: «его мужество считается непревзойдённым по сегодняшний день». После этого Плагис был переведён в 185-ю эскадрилью.
Большинство своих побед (13) Плагис одержал в небе Мальты, летая на самолёте под номером Β, BR321, под именем его сестры Кетти (ΚΑΥ), которое с тех пор несли все его самолёты.
В августе, после выявленной у него психо-соматической усталости, Плагис был переведён в Англию. На прощание греческая община Мальты вручила ему почётную табличку, которую он доверил экипажу подлодки HMS Tortoise. Подлодка пропала в Средиземном море. К этому времени Плагис уже получил звание майора авиации.
После выздоровления Плагис принимает участие в первых лётных испытаниях нового Spitfire Mk IX, который должен был противостоять немецкому Focke-Wulf Fw 190.
С возвращением к боевой деятельности ему было поручено командование эскадрильей 64 с базой в Колтисол. Возглавляя эту эскадрилью, он совершил много вылетов над оккупированной Европой, сопровождая бомбардировщики, и одержал ещё 2 личные победы. Затем последовало командование 126-й эскадрильей, где он летал на Spitfire Mk IX, 5J-K, ML214 и на котором Плагис одержал ещё 4 победы.
Следующее отличие приходит к Плагису со сражением за мост Арнем, Голландия. Плагис сопровождает транспортные самолёты, сбрасывающие снабжение обороняющимся британским войскам. Здесь, при плотном противовоздушном огне, Плагис был сбит, но смог выбраться с малыми ранениями из своего разбившегося самолёта. За этот бой Плагис получил ещё одну награду, на этот раз от голландского правительства. В дальнейшем эскадрилья 126 получила новые Mustang Mk.III. Последний боевой вылет, в котором Плагис принял участие, состоялся 17 марта 1945 года, сопровождая налёт бомбардировщиков de Havilland Mosquito на штаб гестапо в городе Копенгаген, Дания.

## После войны
В возрасте 29 лет майор авиации Плагис возвращается в Родезию, где ему поручено командование местной эскадрильей. Одновременно Плагису было дано родезийское гражданство, как и другим иностранным гражданам, принявшим участие в войне.
Поскольку из всех иностранцев Плагис был самым известным, в его честь был назван проспект в городе Солсбери (Хараре), и он был признан родезийским героем.
Плагис подал в отставку, но был снова призван в 1946 году, чтобы возглавить эскадрилью реактивных самолётов Gloster Meteor. Плагис оставался на этом посту до 1948 года, когда ушёл в отставку и вернулся в родной город Хартли. Здесь он открыл собственное дело и участвовал в политической жизни, вступив в партию Родезийский фронт. Умер Плагис в 1974 году.
Хотя Яннис Плагис был лётчиком с самым большим числом побед среди лётчиков греческой авиации и греческих граждан, воевавших в рядах других союзных авиаций, его имя стало широко известно в Греции только в 2000-е годы усилиями историков-любителей.
В международных списках лётчиков-асов Плагис иногда упоминается как греческий, а иногда родезийский лётчик. В английской авиационной литературе Плагис широко известен, в особенности за бои над Мальтой. Упоминается Плагис и в итальянских авиационных изданиях.